# Drangovo, Kărdjali
Drangovo (în bulgară Дрангово) este un sat în comuna Kirkovo, regiunea Kărdjali,  Bulgaria. 

## Demografie
Componența etnică a satului Drangovo
     Bulgari (92,84%)
     Nicio identificare (6,34%)
     Altele (0,81%)
La recensământul din 2011, populația satului Drangovo era de 1.104 locuitori. Din punct de vedere etnic, majoritatea locuitorilor (92,84%) erau bulgari. Pentru 6,34% din locuitori nu este cunoscută apartenența etnică.